# Curkovec
Curkovec is een plaats in de gemeente Sveti Ivan Zelina in de Kroatische provincie Zagreb. De plaats telt 100 inwoners (2001).